# 加勒特島 (馬里蘭州)
加勒特島（英語：Garrett Island）是一座位於馬里蘭州塞西爾郡的島嶼，距離薩斯奎哈納河河口1.8英里（2.9公里），在佩里維爾（Perryville）以西、哈佛迪格雷斯以北。該島由美國魚類及野生動物管理局管理，是黑水國家野生動物保護區的一部分。.該島北側有CSX薩斯奎哈納河大橋，南側有托馬斯·J·哈特姆紀念橋。